# Alex Gersbach
Alexander Joseph Gersbach (Auburn, 8 maggio 1997) è un calciatore australiano, difensore del Western Sydney.

## Carriera

### Club
Dopo aver sostenuto una serie di provini con la squadra, in data 20 luglio 2014 è stato reso noto che il Sydney FC aveva ingaggiato Gersbach, che ha firmato un contratto biennale con il club. Ha esordito nell'A-League in data 11 ottobre, subentrando a Matthew Jurman in occasione del pareggio interno per 1-1 contro il Melbourne City. Rimasto in squadra per circa un anno e mezzo, ha totalizzato 32 presenze nella massima divisione locale.
Il 31 gennaio 2016, i norvegesi del Rosenborg hanno comunicato sul proprio sito ufficiale d'aver trovato un accordo con il Sydney FC per il trasferimento di Gersbach, soggetto al buon esito delle visite mediche di rito. Il 3 febbraio, il difensore australiano è stato presentato ufficialmente come nuovo giocatore della squadra, avendo accettato un contratto valido per i successivi tre anni e mezzo. Gersbach ha scelto di vestire la maglia numero 20. Il 24 settembre 2016, al termine del 25º turno di campionato in cui il Rosenborg ha superato il Molde all'Aker Stadion col punteggio di 1-3, la squadra si è garantita la vittoria dell'Eliteserien 2016 con cinque giornate d'anticipo sulla fine della stagione, conquistando questo successo per la 24ª volta nella sua storia. Il 20 novembre, a seguito della vittoria per 4-0 sul Kongsvinger nella finale del Norgesmesterskapet 2016, il suo Rosenborg ha conseguito il secondo double consecutivo, benché l'australiano fosse solo in panchina nell'ultimo atto del torneo.
Il 22 gennaio 2018, Gersbach è stato ufficialmente ingaggiato dai francesi del Lens con la formula del prestito, col club transalpino che si è riservato un'opzione per l'acquisto a titolo definitivo. È tornato al Rosenborg alla fine del prestito.
Il 23 gennaio 2019 è passato agli olandesi del NAC Breda a titolo definitivo, legandosi per i successivi due anni e mezzo.
L'8 luglio 2019 si trasferisce a titolo definitivo all'Aarhus per circa 250.000 euro e firma un contratto per 3 anni, fino al 30 giugno 2022.
Successivamente si trasferisce prima in Francia al Grenoble e poi, il 30 gennaio 2023, agli statunitensi del Colorado Rapids.

### Nazionale
Gersbach ha rappresentato l'Australia under 23 in occasione della Coppa d'Asia AFC di categoria del 2016. Ha disputato 3 partite nella manifestazione, che oltre ad assegnare il titolo di campione continentale Under-23 permetteva di qualificarsi al torneo di calcio dei XXXI Giochi Olimpici.
L'8 marzo 2016 ha ricevuto la prima convocazione da parte del commissario tecnico della Nazionale maggiore Ange Postecoglou in vista delle partite di qualificazione al mondiale 2018 contro Tagikistan e Giordania, da disputarsi rispettivamente il 24 ed il 29 marzo. Non è stato impiegato in questa occasione.
Ha effettuato il proprio esordio il 4 giugno successivo, quando ha sostituito Brad Smith nella vittoria per 1-0 contro l'Australia, in cui ha fornito l'assist per la rete di Mathew Leckie.

## Statistiche

### Presenze e reti nei club
Statistiche aggiornate al 22 gennaio 2018.
| Stagione         | Club             | Campionato       | Campionato | Campionato | Coppe nazionali | Coppe nazionali | Coppe nazionali | Coppe continentali | Coppe continentali | Coppe continentali | Supercoppe | Supercoppe | Supercoppe | Totale | Totale |
| Stagione         | Club             | Comp             | Pres       | Reti       | Comp            | Pres            | Reti            | Comp               | Pres               | Reti               | Comp       | Pres       | Reti       | Pres   | Reti   |
| ---------------- | ---------------- | ---------------- | ---------- | ---------- | --------------- | --------------- | --------------- | ------------------ | ------------------ | ------------------ | ---------- | ---------- | ---------- | ------ | ------ |
| 2014-2015        | Sydney FC        | AL               | 22         | 0          | -               | -               | -               | -                  | -                  | -                  | -          | -          | -          | 22     | 0      |
| 2015-feb. 2016   | Sydney FC        | AL               | 10         | 0          | -               | -               | -               | -                  | -                  | -                  | -          | -          | -          | 10     | 0      |
| Totale Sydney FC | Totale Sydney FC | Totale Sydney FC | 32         | 0          |                 | -               | -               |                    | -                  | -                  |            | -          | -          | 32     | 0      |
| 2016             | Rosenborg        | ES               | 19         | 0          | CN              | 7               | 0               | UCL+UEL            | 1+2                | 0                  | -          | -          | -          | 29     | 0      |
| 2017             | Rosenborg        | ES               | 15         | 0          | CN              | 4               | 0               | UCL+UEL            | 0+5                | 0                  | SN         | 1          | 0          | 25     | 0      |
| gen.-giu. 2018   | Lens             | L2               | 0          | 0          | CF+CdL          | 0               | 0               | -                  | -                  | -                  | -          | -          | -          | 0      | 0      |
| lug.-dic. 2018   | Rosenborg        | ES               | 3          | 0          | CN              | 1               | 0               | UCL+UEL            | 1+2                | 0                  | SN         | -          | -          | 7      | 0      |
| Totale Rosenborg | Totale Rosenborg | Totale Rosenborg | 37         | 0          |                 | 12              | 0               |                    | 11                 | 0                  |            | 1          | 0          | 61     | 0      |
| gen.-giu. 2019   | NAC Breda        | ED               | 0          | 0          | CO              | -               | -               | -                  | -                  | -                  | -          | -          | -          | 0      | 0      |
| Totale           | Totale           | Totale           | 69         | 0          |                 | 12              | 0               |                    | 11                 | 0                  |            | 1          | 0          | 93     | 0      |

### Cronologia presenze e reti in nazionale
| Cronologia completa delle presenze e delle reti in nazionale ― Australia | Cronologia completa delle presenze e delle reti in nazionale ― Australia | Cronologia completa delle presenze e delle reti in nazionale ― Australia | Cronologia completa delle presenze e delle reti in nazionale ― Australia | Cronologia completa delle presenze e delle reti in nazionale ― Australia | Cronologia completa delle presenze e delle reti in nazionale ― Australia | Cronologia completa delle presenze e delle reti in nazionale ― Australia | Cronologia completa delle presenze e delle reti in nazionale ― Australia |
| Data                                                                     | Città                                                                    | In casa                                                                  | Risultato                                                                | Ospiti                                                                   | Competizione                                                             | Reti                                                                     | Note                                                                     |
| ------------------------------------------------------------------------ | ------------------------------------------------------------------------ | ------------------------------------------------------------------------ | ------------------------------------------------------------------------ | ------------------------------------------------------------------------ | ------------------------------------------------------------------------ | ------------------------------------------------------------------------ | ------------------------------------------------------------------------ |
| 4-6-2016                                                                 | Sydney                                                                   | Australia                                                                | 1 – 0                                                                    | Grecia                                                                   | Amichevole                                                               | -                                                                        |                                                                          |
| 7-6-2016                                                                 | Melbourne                                                                | Australia                                                                | 1 – 2                                                                    | Grecia                                                                   | Amichevole                                                               | -                                                                        |                                                                          |
| 22-6-2017                                                                | San Pietroburgo                                                          | Camerun                                                                  | 1 – 1                                                                    | Australia                                                                | Conf. Cup 2017 - 1º turno                                                | -                                                                        |                                                                          |
| 5-9-2017                                                                 | Melbourne                                                                | Australia                                                                | 2 – 1                                                                    | Thailandia                                                               | Qual. Mondiali 2018                                                      | -                                                                        |                                                                          |
| 15-10-2018                                                               | Al Kuwait                                                                | Kuwait                                                                   | 0 – 4                                                                    | Australia                                                                | Amichevole                                                               | -                                                                        | 83’                                                                      |
| 30-12-2018                                                               | Dubai                                                                    | Oman                                                                     | 0 – 5                                                                    | Australia                                                                | Amichevole                                                               | -                                                                        | 83’                                                                      |
| Totale                                                                   |                                                                          | Presenze                                                                 | 6                                                                        |                                                                          | Reti                                                                     | 0                                                                        |                                                                          |

## Palmarès

### Competizioni nazionali
- Campionato norvegese: 3

Rosenborg: 2016, 2017, 2018
- Coppa di Norvegia: 2

Rosenborg: 2016, 2018
- Supercoppa di Norvegia: 1

Rosenborg: 2017